# Eduard Schönfeld
Eduard Schönfeld (Hildburghausen, 22 december 1828 - Bonn, 1 mei 1891) was een Duits astronoom. Hij wordt vaak geassocieerd met het werk aan zijn sterrencatalogus Bonner Durchmusterung als assistent van de eveneens Duitse astronoom Friedrich Wilhelm Argelander.

## Levensloop
Schönfeld werd geboren eind 1828 in Hildburghausen in een Joods gezin. Vanaf het voorjaar van 1834 volgde hij een opleiding in een openbare school en aan het Nonesche Instituut in Hildburghausen (tot 1838). Ook ging hij tot 1843 naar de Israëlische school. In 1838 kwam hij bij het humanistische gymnasium van Hildburghausen terecht.
In 1851 bezocht Schönfeld het observatorium in Bonn en studeerde astronomie bij Friedrich Wilhelm Argelander. In 1853 werd hij aangesteld als zijn assistent en in de daaropvolgende jaren verkreeg hij een doctoraat. In Bonn had hij een belangrijke rol in de voorbereiding van de Durchmusterung over de noordelijke hemel. Hij deed onderzoek naar lichtveranderingen in veranderlijke sterren, die alleen op grond van het maanlicht niet waarneembaar waren. De resultaten van het onderzoeken werden gepubliceerd in de Sitz. Berich. Wien. Akad. vol. xlii.
Voor een korte tijd was Schönfeld privaatdocent in Bonn, maar in 1859 werd hij benoemd tot directeur van het observatorium in Mannheim. De apparatuur aldaar was enigszins verouderd - zijn grootste telescoop was een kleine refractor van 73 lijnen, maar hij zorgde ervoor dat hij zijn werk kon uitvoeren met de instrumenten die hij tot zijn beschikking had en observeerde nevels en veranderlijke sterren en bekeek kometen en nieuwe planeten. De resultaten van zijn observaties van nevels werden gepubliceerd in twee catalogi, evenals zijn observaties van veranderlijke sterren.
Argelander overleed op 17 februari 1875, waarna Schönfeld werd benoemd als opvolger van Argelander en zo aan de slag ging als directeur van het observatorium van Bonn. Snel na zijn benoeming begon hij aan zijn laatste en grootste stuk werk, de uitbreiding, naar het plan van Argelander. Het hield een onderzoek naar de hemel tot 23 graden ten zuiden van de declinatie in. De ervaringen die werden opgedaan bij onderzoeken naar de noordelijke hemel onder leiding van Argelander maakten het mogelijk dat Schönfeld een aantal verbeteringen in de gebruikte methoden kon introduceren. Deze vernieuwde methoden verhoogden de nauwkeurigheid van het onderzoek. De observaties vormden de basis van de catalogus van 133.659 sterren tussen de 2 en 23 graden ten zuiden van de hemelevenaar. Deze catalogus werd in 1886 gepubliceerd.
Schönfeld ontving in 1889 de James Craig Watson Medal.

## New General Catalogue
Eduard Schönfeld was als sterrenkundige ook op zoek naar deepsky objecten. Hij had er vier ontdekt die elk een plaats kregen in de New General Catalogue: NGC 1333, NGC 4268, NGC 4383, en NGC 6643.